# Álvaro Siza Vieira

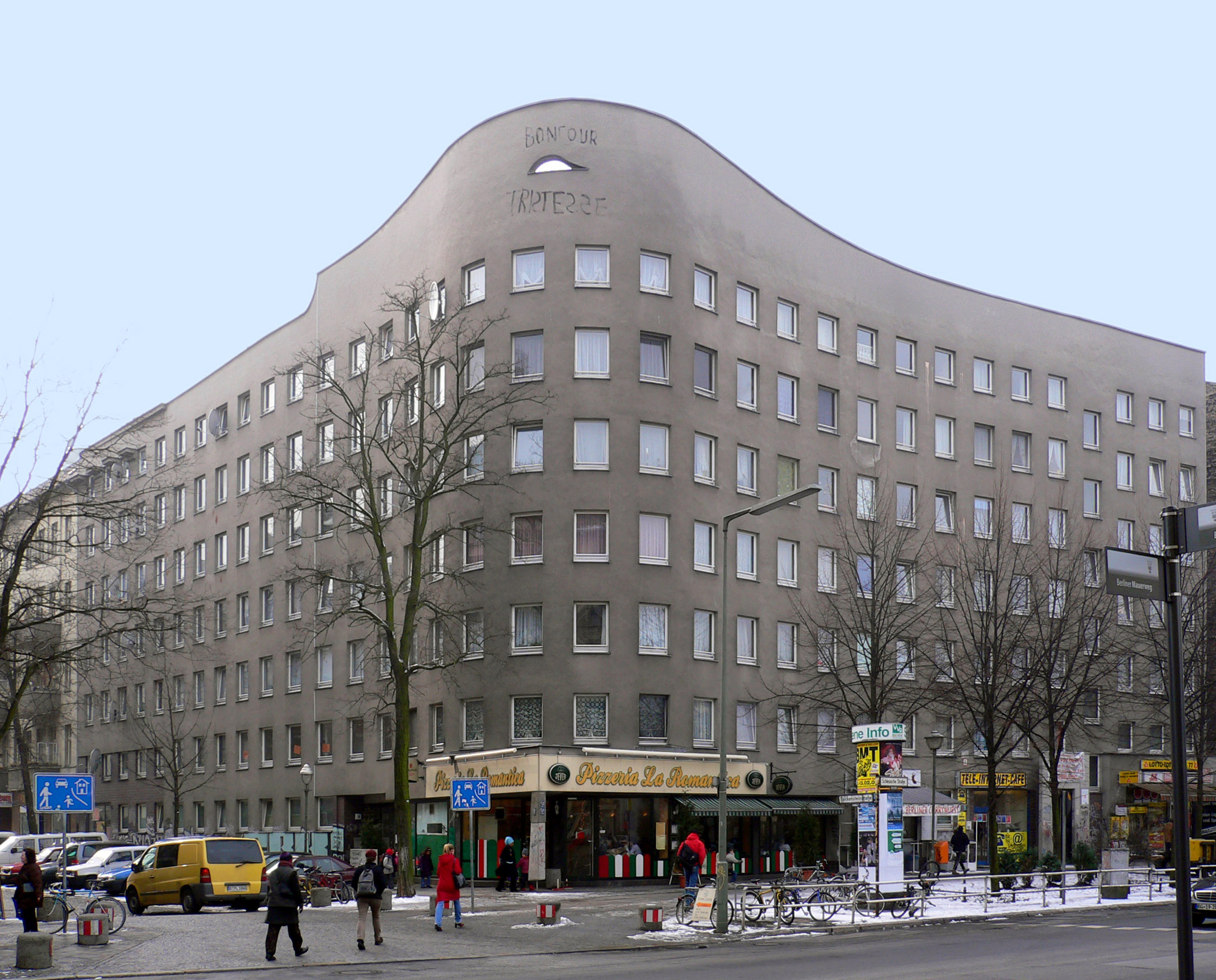
Berlin

Alvaro Siza (tên đầy đủ Alvaro Joaquim de Melo Siza Vieira; sinh vào năm 1933) là một kiến trúc sư Hậu Hiện đại.

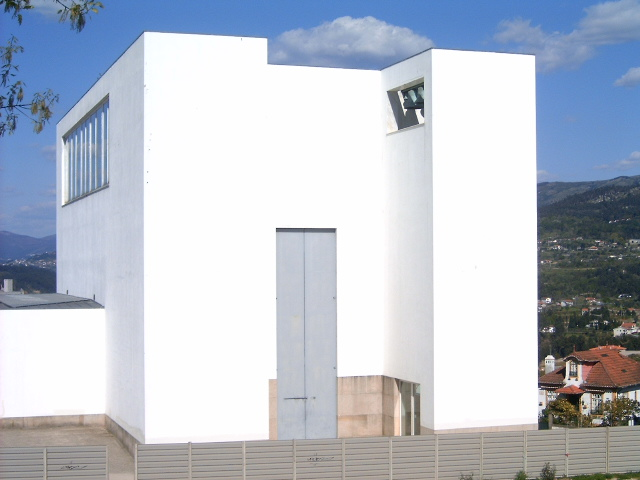

Ông sinh ra ngày 25 tháng 6 năm 1933 tại một thị trấn duyên hải nhỏ, Matosinhos, Bồ Đào Nha. Từ 1949 đến 1955, Alvaro Siza theo học kiến trúc tại trường kiến trúc, Đại học Porto. Năm 1954, ông đã hoàn thành tác phẩm đầu tiên của mình trước khi tốt nghiệp. Cùng năm đó, ông mở văn phòng thiết kế riêng ở thủ đô Porto. Các thể loại công trình của Siza rất đa dạng, từ bể bơi đến các công trình lớn, nhà ở, ngân hàng.
Từ năm 1966, Siza bắt đầu dạy tại trường đại học, từ năm 1976 ông được bổ nhiệm làm giáo sư kiến trúc tại Đại học Porto. Ngoài ra, ông còn là giáo sư thỉnh giảng tại các trường đại học trên thế giới như Đại học Harvard, Đại học Pennsylvania, Đại học Bogota, Trường Bách khoa Lausanne và các đại học khác.
Ông đã nhận được nhiều giải thưởng lớn về kiến trúc, như Huy chương Vàng của quỹ Mies van der Rohe, đây là giải thưởng cao quý nhất về kiến trúc ở châu Âu, Huy chương Vàng kiến trúc của Cộng đồng chung châu Âu, giải thưởng Pritzker năm 1992.

## Công trình
- 1958-1963: Nhà hàng Boa Nova ở Matosinhos Ảnh
- 1958-1965: Bể bơi Quinta de Conceição.
- 1966: Bể bơi Leça da Palmeira

Ảnh.
- 1981-1985: Nhà ở Avelino Duarte Ouar.
- 1987-1993: Khoa kiến trúc Đại học Porto

Ảnh 1 Lưu trữ ngày 6 tháng 3 năm 2005 tại Wayback Machine,Ảnh 2
- 1995: Thư viện của Đại học Aveiro.
- 1997: Bảo tàng nghệ thuật đương đại Serralves,

Ảnh.
- 1998: Xưởng thực hành kiến trúc tại, Porto (Photos).
- 2005: Gian triển lãm Serpentine 2005 (Ảnh Lưu trữ ngày 30 tháng 9 năm 2007 tại Wayback Machine).